# Iglesia de San Esteban (San Esteban de Treviño)
La iglesia de San Esteban es un edificio situado en la localidad española de San Esteban de Treviño, en la provincia de Burgos.

## Descripción
El edificio se encuentra en la localidad española de San Esteban de Treviño, del municipio de Condado de Treviño, perteneciente a la provincia de Burgos, en la comunidad autónoma de Castilla y León. Se menciona como iglesia parroquial del lugar en el séptimo volumen del Diccionario geográfico-estadístico-histórico de España y sus posesiones de Ultramar de Pascual Madoz, donde aparece descrita con las siguientes palabras:

una igl. parr. (San Esteban) servida por 3 beneficiados, de los cuales el uno egerce la cura de almas, y su provision corresponde al ordinario; los demas son de presentacion del cabildo; hay tambien un sacristan ecl. de igual presentacion y un organista pagado por el pueblo y la fáb.
(Madoz, 1847, p. 591)